# HD 88013
HD 88013，又名CD-36 6156，SAO 201081、HR 3984，是一颗恒星，视星等为6.36，位于銀經270.36，銀緯14.99，其B1900.0坐标为赤經10h 3m 42.7s，赤緯-36° 14.99′ 40″。